# Лайелл, Чарлз (ботаник)
Чарлз Лайелл — шотландский ботаник и переводчик Данте Алигьери. Отец геолога Чарлза Лайелла.
Чарлз Лайелл учился в Университете Сент-Андруса и Кембриджском университете. Он собирал растения Англии и исследовал в основном мхи. Он обнаружил много новых видов, которые впрочем сам не описал. В 1813 году он стал членом Лондонского Линнеевского общества. После своего пребывания в Англии он вернулся в 1826 году в поместье своих родителей в Кирримьюире.
Лайелл занимался средневековой литературой Италии, в частности, лирической поэзией Данте Алигьери, чьи произведения «Новая жизнь» и «Пир» он перевёл на английский язык.
11 октября 1776 года он женился на Франсис Смит, с которой у него было трое сыновей и семь дочерей. Старшим сыном был Чарлз Лайелл.
Роберт Браун назвал в честь Лайелла мох рода Lyellia семейства Polytrichaceae. Вид мхов Orthotrichum lyellii также назван в честь учёного.

## Труды
- The Canzoniere of Dante Alighieri: including the poems of the Vita nuova and Convito. John Murray, London 1835 (online).
- The Poems of the Vita Nuova and Convito of Dante Alighieri. C. F. Molini, London 1842 (online)
- The Lyrical Poems of Dante Alighieri: including the Poems of the Vita Nuova and Convito. William Smith, London 1845 (online).
- Short remarks on the doubts of P. Hardouin. In: Jean Hardouin: Doutes proposés sur l'age du Dante par le P. H. J. Paris 1847 (online).